# Tagaytay
Tagaytay è una città delle Filippine, situata nella Provincia di Cavite, nella Regione di Calabarzon.
Tagaytay è formata da 34 baranggay:
- Asisan
- Bagong Tubig
- Calabuso
- Dapdap East
- Dapdap West
- Francisco (San Francisco)
- Guinhawa North
- Guinhawa South
- Iruhin East
- Iruhin South
- Iruhin West
- Kaybagal East
- Kaybagal North
- Kaybagal South (Población)
- Mag-Asawang Ilat
- Maharlika East
- Maharlika West

- Maitim 2nd Central
- Maitim 2nd East
- Maitim 2nd West
- Mendez Crossing East
- Mendez Crossing West
- Neogan
- Patutong Malaki North
- Patutong Malaki South
- Sambong
- San José
- Silang Junction North
- Silang Junction South
- Sungay North
- Sungay South
- Tolentino East
- Tolentino West
- Zambal